# Île Lacroix
L’île Lacroix est une île fluviale située sur la Seine, à l'est de Rouen.

## Géographie
Cette île est la dernière sur la Seine avant la mer.
L'extrémité aval de l'île est reliée aux deux rives par le pont Pierre-Corneille sur lequel s'embranche l'avenue Jacques-Chastellain. Plus en amont, le pont Mathilde et le viaduc d'Eauplet passent au-dessus de l'île, à proximité de la piscine et des patinoires.

## Historique
Au XVe siècle, l'île Bras-de-fer était son nom, témoin des luttes pour sa convoitise par diverses autorités.
Jusqu'au XVIIIe siècle, son nom était « île de la Mouque »,.
Dès 1830, on y trouve un établissement de bains.
L'usine de la Compagnie européenne du gaz s'y établit en 1845. En 1900, le théâtre des Folies-Bergère et une salle des fêtes appelée Château-Baubet.
En 1922, l'île Brouilly est rattachée à l'île Lacroix.
Avant juin 1940 s'y trouvait la statue en bronze de Pierre Corneille due à Pierre-Jean David d'Angers, placée aujourd'hui sur le parvis du théâtre des Arts.
Le pilote automobile Philippe Étancelin (1896-1981) y a habité au no 26 rue de l'Industrie.
Une chapelle dédiée à saint Victrice (paroisse orthodoxe Saint-Silouane-de-l'Athos) s'y trouve, ainsi que, depuis 1946, un refuge de la Société normande de protection aux animaux (SNPA).
Le centre sportif Guy-Boissière (piscine et patinoires) y a été construit en 1970. Il fut le lieu d'entraînement du nageur Stéphan Caron dans les années 1980, au sein du club des Vikings de Rouen, et est le refuge des Dragons, l'équipe de hockey sur glace de Rouen maintes fois championne de France et d'Europe. Il abrite également le Rouen Olympic Club, club de patinage artistique. Un complexe ludique aquatique, Océade, ouvert en contiguïté du centre en 1989, est fermé depuis 1991.
L'île Lacroix accueille également :
- un club de canoë-kayak, le Canoë club normand, où évolua l'athlète Sébastien Jouve, double champion du monde en 2010 ;
- un club d'aviron, le Club nautique et athlétique de Rouen existant depuis 1847 sur l'île ; c'est un des clubs les plus titrés de France : trois titres de champion du monde, sept participations aux jeux olympiques et, en 2011, 162e titre de champion de France. Les rameurs qui ont construit la renommée de ce club sont : René Duhamel, Bernard Monnereau, Gilbert Vallanchon, Jean-Marc Porte, Corinne Le Moal, Thierry Renault, Stéphane Barré, Vincent Millot et Vincent Gazan, dernier titre de champion du monde.

Depuis le 27 novembre 2012, l'ancre de la Jeanne d'Arc, porte-hélicoptères désarmé en 2010, dont la ville de Rouen était la marraine, est visible à l'extrémité aval de l'île.

## Manifestations sportives
- De 1963 à 2019, au mois de mai, ont lieu les 24 Heures motonautiques de Rouen autour de l'île (annulation en 2020 et 2021).
- Matchs de la ligue Magnus de hockey sur glace.
- French Cup, compétition internationale de patinage synchronisé.
- Régate de Rouen en canoë-kayak autour de l'île.
- Championnat interrégional d'aviron en salle.

## Personnalités
- Amable (1846-1916) y est né.
- Philippe Étancelin (1896-1981) y a habité.
- Paul Marinier (1866-1953) y est né.
- Eugène Tilloy (1878-1961) y est né.
- Charles Touzet (1850-1914), architecte, y est né.

## Héraldique
| Blason de Île Lacroix | Blason  | Écartelé : aux 1er et 4e de gueules plain, au 2e d'azur à la mouche d'or, au 3e d'azur à la croix d'or ; à la cotice d'argent brochant sur le tout. |
| Blason de Île Lacroix | Détails | Armes parlantes (Croix → Lacroix). La mouche et la croix renvoient aux noms de l'île : la première pour l'ancien « île de la Mouque » et la seconde pour l'actuel. Les couleurs bleu et rouge sont celles de Rouen. Enfin la cotice (ou bande) représente la Seine. Le statut officiel du blason reste à déterminer. |